# Клода (Пільський повіт)
Клода (пол. Kłoda, нім. Kegelsmühl) — село в Польщі, у гміні Шидлово Пільського повіту Великопольського воєводства.
Населення — 264 особи (2011).
У 1975-1998 роках село належало до Пільського воєводства.

## Демографія
Демографічна структура станом на 31 березня 2011 року:
|          | Загалом | Допрацездатний вік | Працездатний вік | Постпрацездатний вік |
| -------- | ------- | ------------------ | ---------------- | -------------------- |
| Чоловіки | 135     | 26                 | 101              | 8                    |
| Жінки    | 129     | 27                 | 73               | 29                   |
| Разом    | 264     | 53                 | 174              | 37                   |